# Tuffi ai campionati europei di nuoto 2024 - Piattaforma 10 metri femminile
La competizione del piattaforma 10 metri femminile ai campionati europei di nuoto di Belgrado 2024 si è svolta il 19 giugno 2024, presso l'Istituto serbo per lo sport e la medicina sportiva di Belgrado, in Serbia.
Il turno preliminare si è svolto alle ore 10:00. La finale si è svolta il 17:00.

## Risultati
In verde sono indicati i finalisti
| Class   | Tuffatore                 | Nazione     | Preliminare | Preliminare  | Finale          | Finale          |   |        |   |
| ------- | ------------------------- | ----------- | ----------- | ------------ | --------------- | --------------- | - | ------ | - |
| Class   | Tuffatore                 | Nazione     | Oro         | Ana Carvajal | Spagna          | 224.95          | 7 | 287.90 | 1 |
| Argento | Emily Hallifax            | Francia     | 219.75      | 8            | 278.10          | 2               |   |        |   |
| Argento | Sofija Lyskun             | Ucraina     | 286.25      | 2            | 278.10          | 2               |   |        |   |
| 4       | Valeria Antolino          | Spagna      | 281.70      | 3            | 275.05          | 4               |   |        |   |
| 5       | Karina Hlyzhina           | Ucraina     | 269.70      | 4            | 269.60          | 5               |   |        |   |
| 6       | Jade Gillet               | Francia     | 2166.70     | 10           | 264.60          | 6               |   |        |   |
| 7       | Džeja Delanija Patrika    | Lettonia    | 240.20      | 6            | 256.70          | 7               |   |        |   |
| 8       | Ciara McGing              | Irlanda     | 254.40      | 5            | 250.40          | 8               |   |        |   |
| 9       | Else Praasterink          | Paesi Bassi | 287.30      | 1            | 247.90          | 9               |   |        |   |
| 10      | Carolina Coordes          | Germania    | 214.00      | 11           | 233.85          | 10              |   |        |   |
| 11      | Ioana-Andreea Carcu       | Romania     | 218.20      | 9            | 227.50          | 11              |   |        |   |
| 12      | Amanda Lundin             | Svezia      | 203.35      | 12           | 199.95          | 12              |   |        |   |
| 13      | Nicoleta-Angelica Muscalu | Romania     | 194.40      | 13           | Non qualificate | Non qualificate |   |        |   |
| 14      | Luisa Arco                | Portogallo  | 182.30      | 14           | Non qualificate | Non qualificate |   |        |   |
| 15      | Stavroula Chalemou        | Grecia      | 180.65      | 15           | Non qualificate | Non qualificate |   |        |   |
| 16      | Alisa Zakaryan            | Armenia     | 143.95      | 16           | Non qualificate | Non qualificate |   |        |   |